# Чарингу
Чарингу (рум. Cearângu) — село у повіті Мехедінць в Румунії. Входить до складу комуни Пунгіна.
Село розташоване на відстані 248 км на захід від Бухареста, 46 км на південний схід від Дробета-Турну-Северина, 66 км на захід від Крайови.

## Населення
За даними перепису населення 2002 року у селі проживали 243 особи, усі — румуни. Усі жителі села рідною мовою назвали румунську.